# Teredo furcifera
Teredo furcifera is een tweekleppigensoort uit de familie van de Teredinidae. De wetenschappelijke naam van de soort is voor het eerst geldig gepubliceerd in 1894 door Carl Eduard von Martens.

## Verspreiding
Teredo furcifera behoort tot de familie Teredinidae, dit zijn sterk gemodificeerde weekdieren die zijn aangepast om in hout te boren. Deze soort werd in 1894 voor het eerst beschreven vanuit Indonesië en is verzameld in tropische gebieden over de hele wereld. Geïntroduceerde exemplaren zijn verzameld aan de oost- en westkust van Noord-Amerika, maar zijn niet vastgesteld. Deze soort is bekend van vaste houten constructies, panelen, drijfhout en mangroven in tropische en subtropische klimaten, en van het afvalwater van verwarmde elektriciteitscentrales in gematigde estuaria. Het is een van de vele soorten scheepswormen die bijdragen aan het snelle doorzeven van hout in tropische en subtropische wateren. De effecten ervan in deze warme wateren zijn moeilijk in te schatten; In sommige gebieden heeft het echter grote schade aangericht aan houten maritieme infrastructuur.